# نیو هایتس
نیو هایتس (به انگلیسی: New Heights همچنین شناخته‌شده با نام نیو هایتس به‌همراه جیسون و تراویس کلسی New Heights with Jason & Travis Kelce) یک پادکست ورزشی هفتگی است که توسط جیسون کلسی، سنتر سابق فیلادلفیا ایگلز و برادرش تراویس کلسی، تایت اند کانزاس سیتی چیفس اجرا می‌شود. نام این پادکست اشاره ای به محل تولد برادران کلسی، کلیولند هایتس، اوهایو دارد. در اوت ۲۰۲۴، این پادکست قراردادی با شرکت آمازون به ارزش بیش از ۱۰۰ میلیون دلار امضا کرد.
در طول پادکست برادران کلسی در مورد اخبار و تیترهای ورزشی و همچنین زندگی شخصی خود و خانواده‌شان بحث می‌کنند. پادکست همچنین به صورت دوره‌ای مهمانان ویژه‌ای مانند ورزشکاران و افراد مشهور هالیوود را نیز دعوت می‌کند.

## نگاه کلی
این پادکست به دلیل سکونت جیسون در فیلادلفیا و سکونت تراویس در کانزاس‌سیتی معمولاً از فاصله‌ای دور ضبط می‌شود. در طول پادکست برادران کلسی دربارهٔ اخبار و بازی‌های ان‌اف‌ال، فرهنگ مردمی و خبرهای ورزشی بحث می‌کنند. این برنامه تاکنون مهمانانی همانند بازیکنان ان‌اف‌ال، سلبریتیهای هالیوود و اعضای خانواده کلسی را به پادکست دعوت کرده است. این برنامه به صورت ویدئویی از یوتیوب و به صورت صوتی از پلتفرم‌های اصلی پادکست منتشر می‌شود.

## تاریخچه
این پادکست در ۸ سپتامبر ۲۰۲۲ منتشر شد. پس از گذشت چند هفته پس از انتشار، نیو هایتس به پر مخاطب‌ترین پادکست ورزشی در اسپاتیفای و سومین پادکست ورزشی پر مخاطب در اپل پادکستس تبدیل شد. در ژانویه ۲۰۲۳ این برنامه به دلیل حضور همزمان تراویس و جیسون در سوپر بول فصل ۲۰۲۲ محبوبیت بیشتری پیدا کرد. این برای اولین بار در تاریخ سوپر بول بود که دو برادر مقابل یکدیگر بازی کنند. این پادکست زمانی که تراویس کلسی رابطه‌ای عاشقانه را با خواننده آمریکایی، تیلور سوئیفت آغاز کرد دوباره شاهد افزایش محبوبیت دیگری بود. این پادکست به‌طور منظم در Monday Night Football ای‌اس‌پی‌ان و Sunday Night Football ان‌بی‌سی پخش می‌شود. تا پایان سال ۲۰۲۴ این پادکست به ۲٬۵ میلیون مشترک در شبکه‌های اجتماعی رسیده بود.

## جوایز و تقدیرنامه‌ها

### ۲۰۲۲
- «پادکست ورزشی سال» توسط اسپورتس ایلاستریتد.[۱۴]

### ۲۰۲۳
- فینالیست: جوایز شرتی (Sports category).[۱۲]
- لیست: اپل پادکستس "بهترین پادکست‌های ۲۰۲۳"[۱۵]
- لیست: اسپاتیفای "بهترین پادکست‌های ۲۰۲۳"[۱۵]

### ۲۰۲۴
- برنده: "پادکست سال", آی‌هارت‌مدیا iHeartPodcast Awards[۱۶]
- برنده: "بهترین پادکست ورزشی", The Podcast Academy[۱۷]
- Winner and Audience Honor: Shorty Awards (Sports Podcast category)[۱۵][۱۸]
- Winner: Best Sports Audio, Sports Business Journal Year-End Awards[۱۳]